# Французский конституционный референдум (1802)
Французский конституционный референдум проводился 10 мая 1802 года для ратификации проекта конституции Французского консулата, которая сделала Наполеона пожизненным консулом. Избиратели должны были ответить на вопрос: «Napoléon Bonaparte sera-t-il Consul à vie?» («Будет ли Наполеон Бонапарт пожизненным консулом?»). Перед этим Бонапарт был избран консулом на десять лет, и Сенат в особом адресе предложил увеличить этот срок ещё на десять лет. Прежде чем принять предложение, Бонапарт заявил, что сначала хочет узнать волю народа. Неожиданно для многих, в опросе появилась формулировка про пожизненное консульство.
В голосовании участвовало около половины избирателей (49,45 %). Референдум одобрил Конституцию подавляющим большинством голосов (99,76 %). 
Все те, кто будучи в поимённых списках, не явились на участки и не поставили в книге записей «нет», были посчитаны, как сказавшие «да». Согласно Жермене де Сталь, и «настоящих „да“ оказалось гораздо больше, чем „нет“, поскольку все кандидаты на государственные должности, а их во Франции немало, охотно выказали тем самым свою добрую волю». Кроме того, Бонапарт распространил слухи, что хочет провозгласить себя «императором галлов» — дабы из двух зол французы выбрали меньшее. 
Среди тех, кто подал голос против пожизненного консульства, был отказавшийся до этого от места сенатора генерал Лафайет.
Ещё до объявления результатов, 31 мая, из Франции было отправлено донесение брату казнённого Людовика XVI графу де Лилль, где говорилось, что Бонапарт «желает восстановить монархию для себя и своих потомков», а для этого хочет восстановить то устройство общества и государства, какое существовало до Революции: заключает Конкордат, чтобы заручиться поддержкой церкви, и основывает Почётный легион, чтобы создать новую знать.
Результаты референдума были объявлены сенатом 2 августа 1802 года, что фактически завершило период так называемого Десятилетнего консульства.

## Результаты
| Да и Нет     | % голосов | Количество |
| ------------ | --------- | ---------- |
| Да (за)      | 99,76 %   | 3 568 885  |
| Нет (против) | 0,24 %    | 8 374      |
| Всего        | 100 %     |            |